# Богословский, Николай Гаврилович
Николай Гаврилович Богословский (28 марта [9 апреля] 1824, Новгородская губерния — 10 [22] октября 1892, Селищи, Новгородская губерния) — русский духовный писатель, священнослужитель Русской православной церкви, протоиерей (1881), член-корреспондент Московского археологического общества (1871—1892), сотрудник Императорского Русского археологического общества и член Императорского общества поощрения художеств.

## Биография
Родился 28 марта 1824 года в семье священника Иоанно-Богословской церкви Гаврилы Богословского, позднее служившего в 3-м округе военных поселений, штаб которого располагался в Кречевицах.
Окончил Новгородское уездное училище и в 1839 году поступил в Новгородскую духовную семинарию, которую окончил в 1847 году.
В 1848 году был хиротонисан во пресвитера к Климентовской градской церкви, в которой прослужил два года, после чего в 1851 году был переведён в Санкт-Петербург к домовой церкви княгини Васильчиковой, а также преподавал Закон Божий в Сергиевском приходском ланкастерском училище.
В 1854 году назначен старшим священником в Андреевский собор, расположенный в имении графа А. А. Аракчеева в селе Грузино (после кончины графа усадьба была передана в ведение Новгородского (Аракчеевского) кадетского корпуса). К этому периоду относится начало литературной деятельности Н. Г. Богословского: опубликована работа «Взгляд с практической стороны на жизнь священника. Письма отца к сыну» (СПб., 1860); также в журнале «Народное чтение» (1861 и 1862) появилось несколько религиозно-нравственных рассказов. В 1861 году вышла книга «Шумский», в 1863 — «Двадцатипятирублёвая бумажка. Побывальщина», в 1865 — приложением к «Новгородскому сборнику» — «Рассказы о былом». Позднее увидели свет книги «Господин Великий Новгород» (1878) и «Старые порядки» (1880). Большинство произведений касалось истории военных поселений. Ознакомление с архивом Аракчеева, а также рассказы местных старожилов о его личной жизни дали Богословскому материал для многочисленных литературных очерков и рассказов (рассказы были изданы А. С. Сувориным под заголовком «Аракчеевщина» (1882), а очерки публиковались в различных журналах).
В 1863 году Богословский был переведён в Знаменский собор Великого Новгорода, а также назначен секретарём Новгородского губернского статистического комитета. По должности секретаря побывал во всех уездах Новгородской губернии, а плодом этих поездок стали пять выпусков «Новгородского сборника», изданных под редакцией статистического комитета. Под его руководством проводятся переписи населения Новгорода и Старой Руссы, также он проводит исследования заводов и фабрик. Богословским была проведена опись единиц новгородской публичной библиотеки, для которой он составил каталог, а также подарил часть своей личной книжной коллекции. Под его редакцией в 1860-е годы выходят «Памятные книжки Новгородской губернии».
Особым направлением деятельности Богословского являлись проводимые им археологические раскопки. В 1863 году он исследует древнюю постройку в Новгороде на улице Рогатице (дом Марфы Посадницы), докапывает курган (могила Гостомысла) в селе Волотово, три кургана в селе Едрово и другие. Исследование одного из курганов проводилось Богословским 16—17 июня 1878 года в присутствии великих князей Сергея и Павла Александровичей и Константина и Дмитрия Константиновичей. Раскопки 1877—1878 годов были обусловлены целью сбора краниологической коллекции (древних новгородских черепов) по заданию Общества естествознания, антропологии и этнографии при Московском университете, членом которого он являлся.

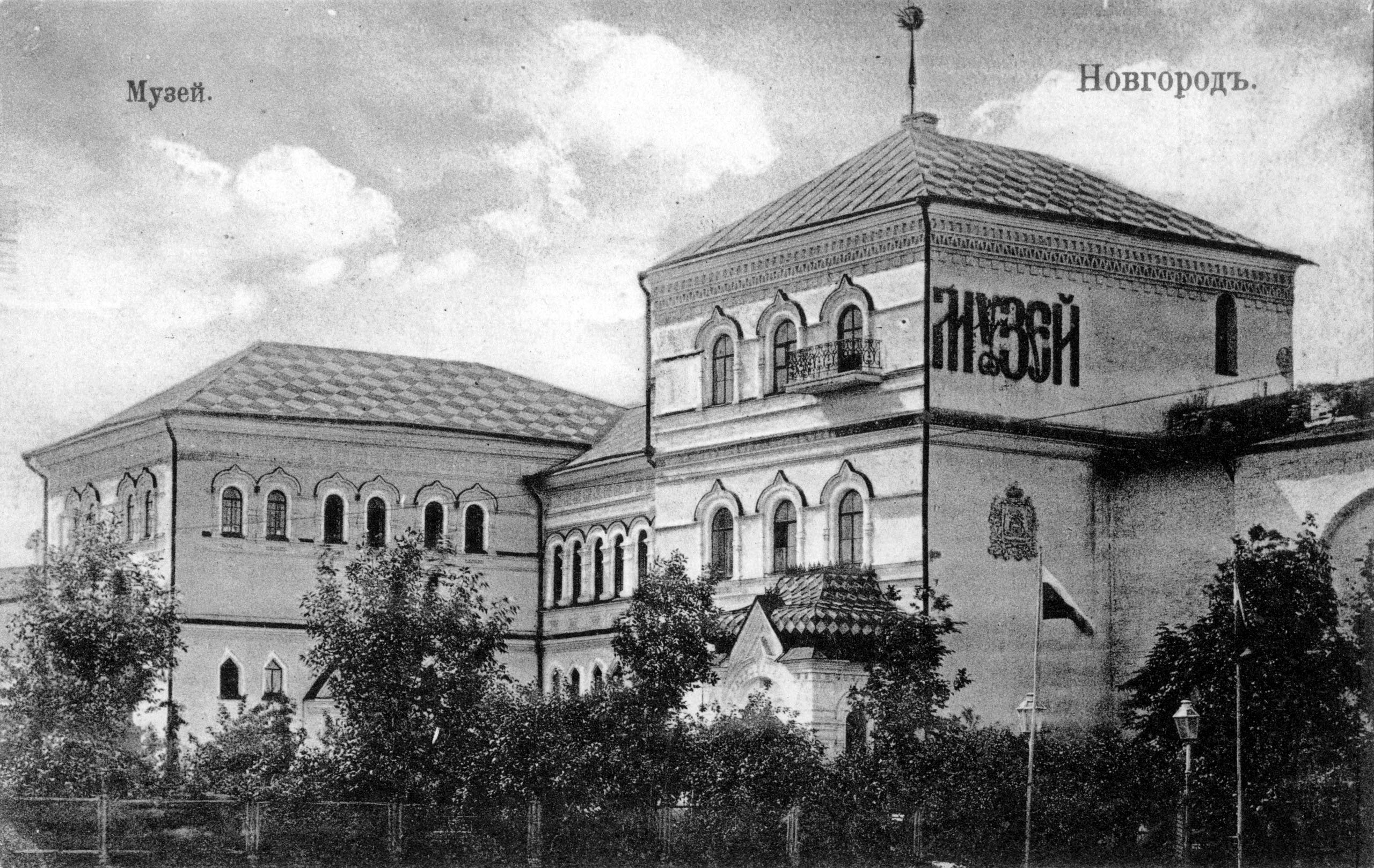
Новгородский музей древностей

Значительным достижением жизни Богословского стало создание Новгородского музея древностей при губернском статистическом комитете (ныне Новгородский музей-заповедник), для которого с разрешения епархиального начальства он собрал значительную коллекцию, получая раритеты из церквей и монастырей Новгородской митрополии (включая иконы и предметы богослужебной утвари). 4 мая 1865 года на заседании Статкомитета принимается постановление о создании музея. Инициативу поддержал новгородский губернатор Э. В. Лерхе. В конце 1867 года музей был открыт для публичного посещения. В 1868 году он переходит в ведение губернского земства. Богословский выпускает каталог коллекций и ведёт дальнейшее их пополнение различными предметами. Связь с учёными обществами предоставляла ему возможности для показа новгородского собрания на крупных столичных выставках: Русской этнографической выставке (1867, Москва), Всероссийской мануфактурной выставке (1870, Санкт-Петербург), Антропологической выставке (1879, Москва).
В 1878 году оставил должность секретаря Статистического комитета и, состоя сверхштатным священником при Знаменском соборе Новгорода, стал совершать богослужения и требы в Свято-Духовской церкви при Селищенских казармах (место дислокации 37-й артиллерийской бригады).
В 1880 году по распоряжению Обер-священника армии и флота он был назначен в Спасо-Преображенскую церковь при Муравьёвских казармах (место дислокации 1-й резервной артиллерийской бригады), продолжая также служить и при Селищенских казармах. В 1881 году удостоен сана протоиерея.
Скончался 10 (22) октября 1892 года от воспаления лёгких, протекавшего на фоне бронхиальной астмы. 13 октября отпевание совершил благочинный Санкт-Петербургских и Новгородских церквей военного ведомства протоиерей Алексей Ставровский в сослужении семи священнослужителей. Был похоронен на кладбище села Орелья около церкви.

## Награды
- Наперсный крест «В память войны 1853—1856»
- Скуфья (1869)
- Набедренник (1870)
- Протоиерей (1881)
- Камилавка (1885)
- Наперсный крест (1890)
- Орден Святого Владимира 4-й степени («за 35-летнюю службу по статуту»)

## Семья
- Жена — Дарья
- Сын — Владимир (1853—1910)
- Дочь — Вера (1857—1930)
- Сын — Алексей (1861 — ?)
- Сын — Сергей (1863—1929)
- Сын — Николай (1870—1937), выпускник Новгородской духовной семинарии, протоиерей[4]

## Память

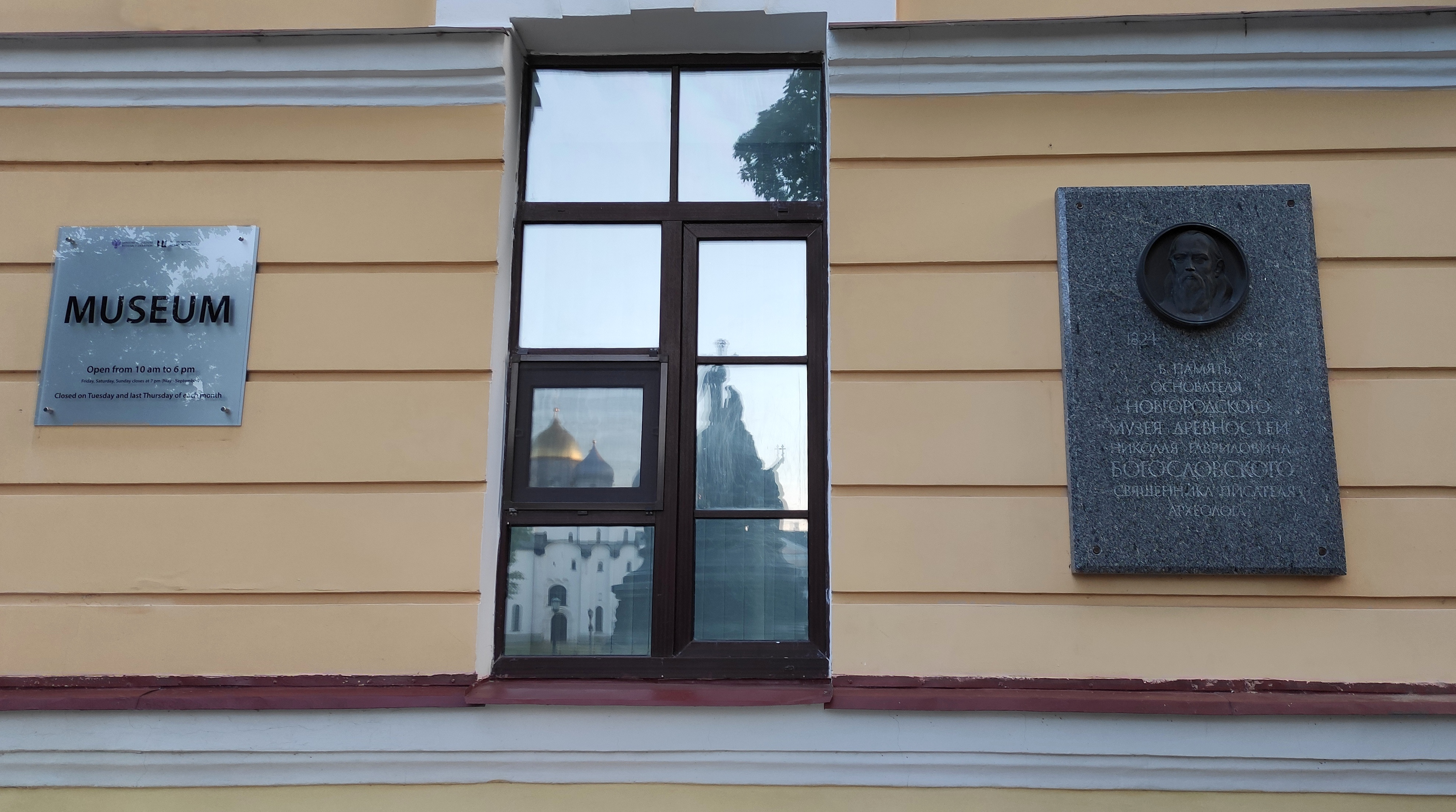
Мемориальная доска памяти Н. Г. Богословского в Великом Новгороде на здании музея в Новгородском кремле

- На здании музея в Новгородском кремле установлена мемориальная доска памяти Н. Г. Богословского.